# Olympische Sommerspiele 1968/Teilnehmer (Panama)
| Gelbes Symbol für Goldmedaillen mit stilisierten Olympischen Ringen | Graues Symbol für Silbermedaillen mit stilisierten Olympischen Ringen | Braundes Symbol für Bronzemedaillen mit stilisierten Olympischen Ringen |
| ------------------------------------------------------------------- | --------------------------------------------------------------------- | ----------------------------------------------------------------------- |
| —                                                                   | —                                                                     | —                                                                       |

Panama nahm an den Olympischen Sommerspielen 1968 in Mexiko-Stadt mit einer Delegation von 16 Sportlern (allesamt Männer) teil.

## Teilnehmer nach Sportarten

### Basketball
- Herrenmannschaft
12. Platz

- Kader
Calixto Malcom
Davis Peralta
Eliécer Ellis
Ernesto Agard
Francisco Checa
Julio Osorio
Luis Sinclair
Nicolas Alvarado
Norris Webb
Pedro Rivas
Percibal Blades
Ramón Reyes

### Gewichtheben
- Guillermo Boyd
Bantamgewicht: DNF

- Ildefonso Lee
Federgewicht: 12. Platz

### Ringen
- Wanelge Castillo
Fliegengewicht, Freistil: 4. Runde

- Severino Aguilar
Leichtgewicht, Freistil: 2. Runde